# Maria lactans

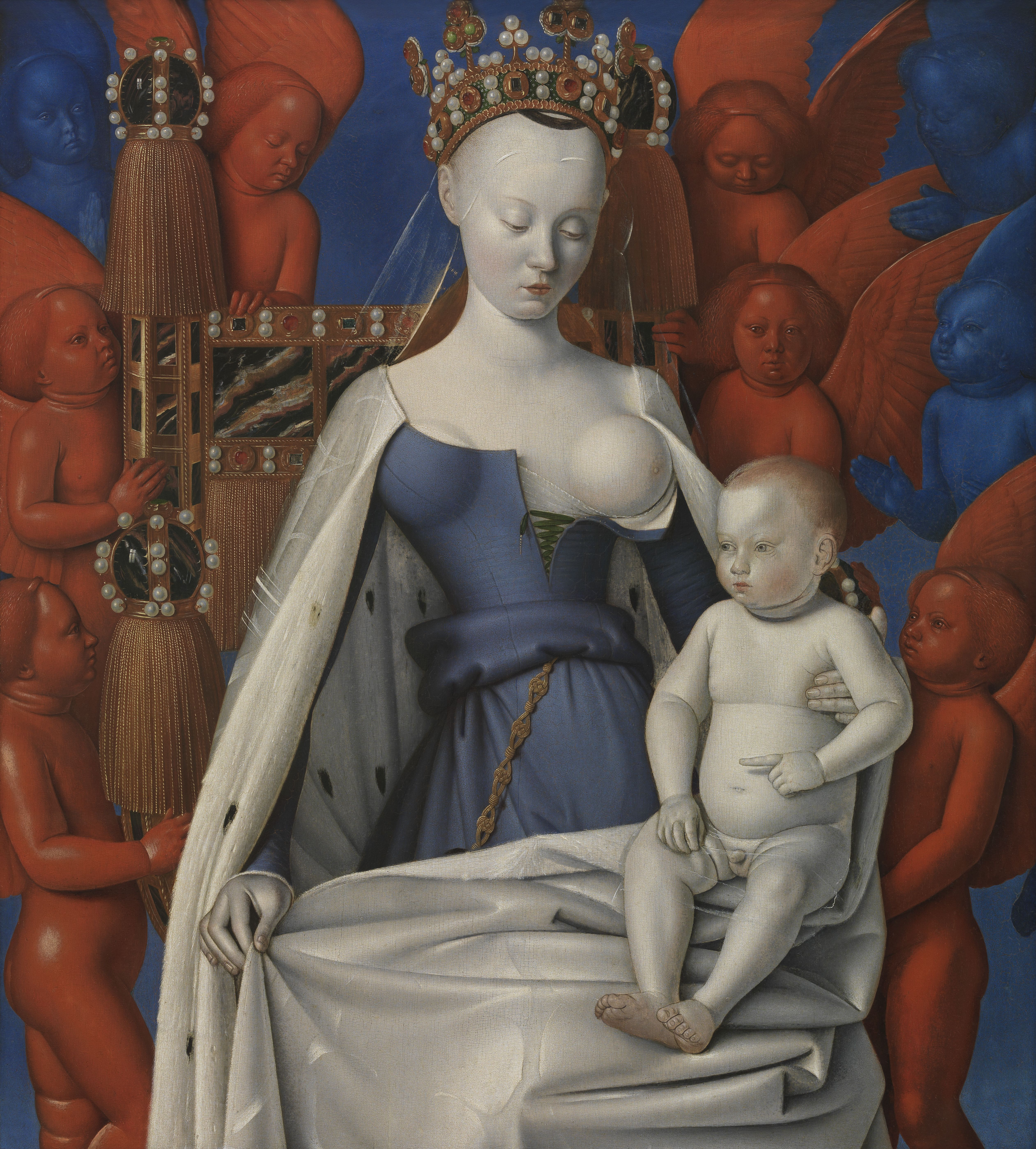
Jean Fouquet – Jungfrau und Kind

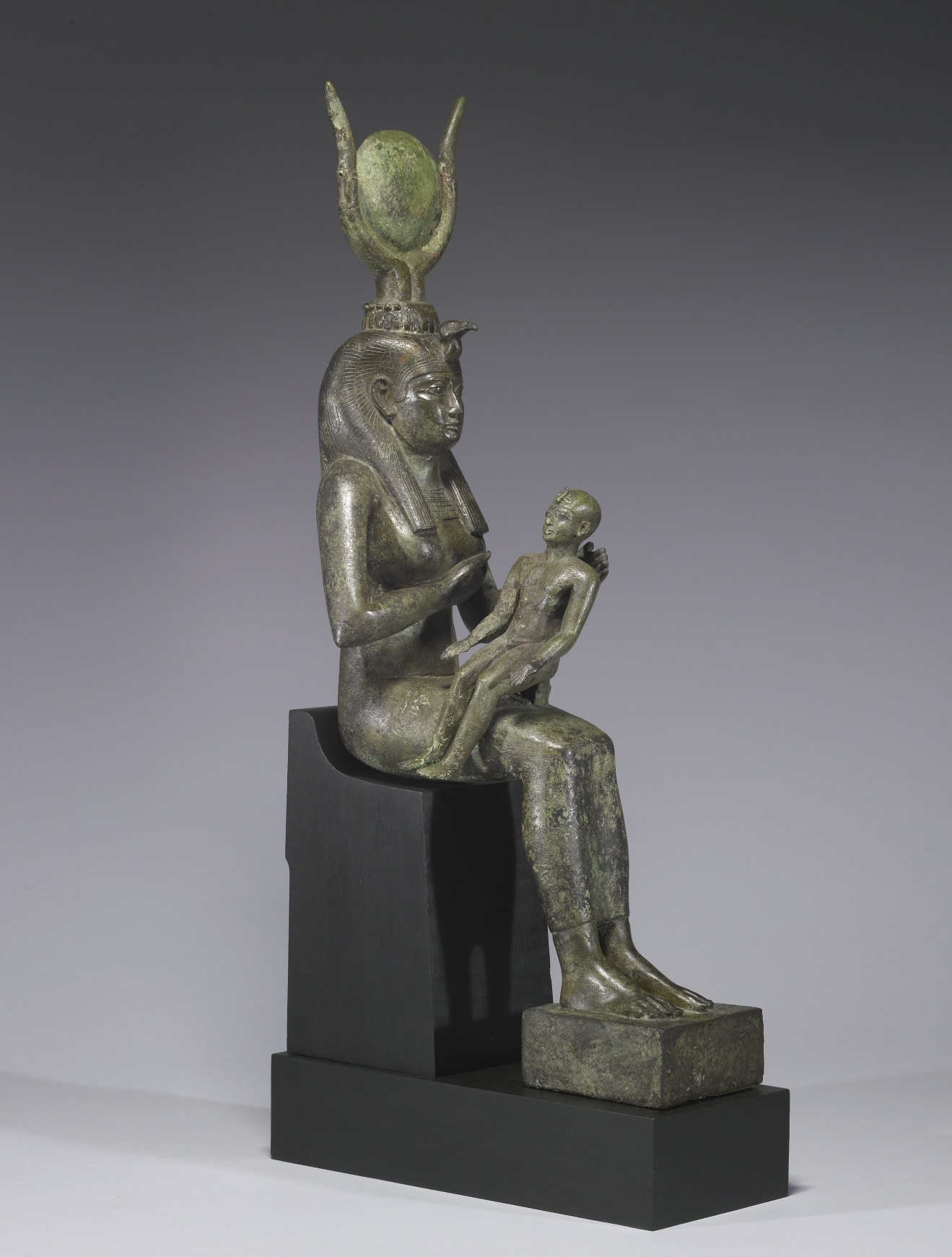
Isis mit Horusknaben (Spätzeit; 7. Jh. v. Chr.)

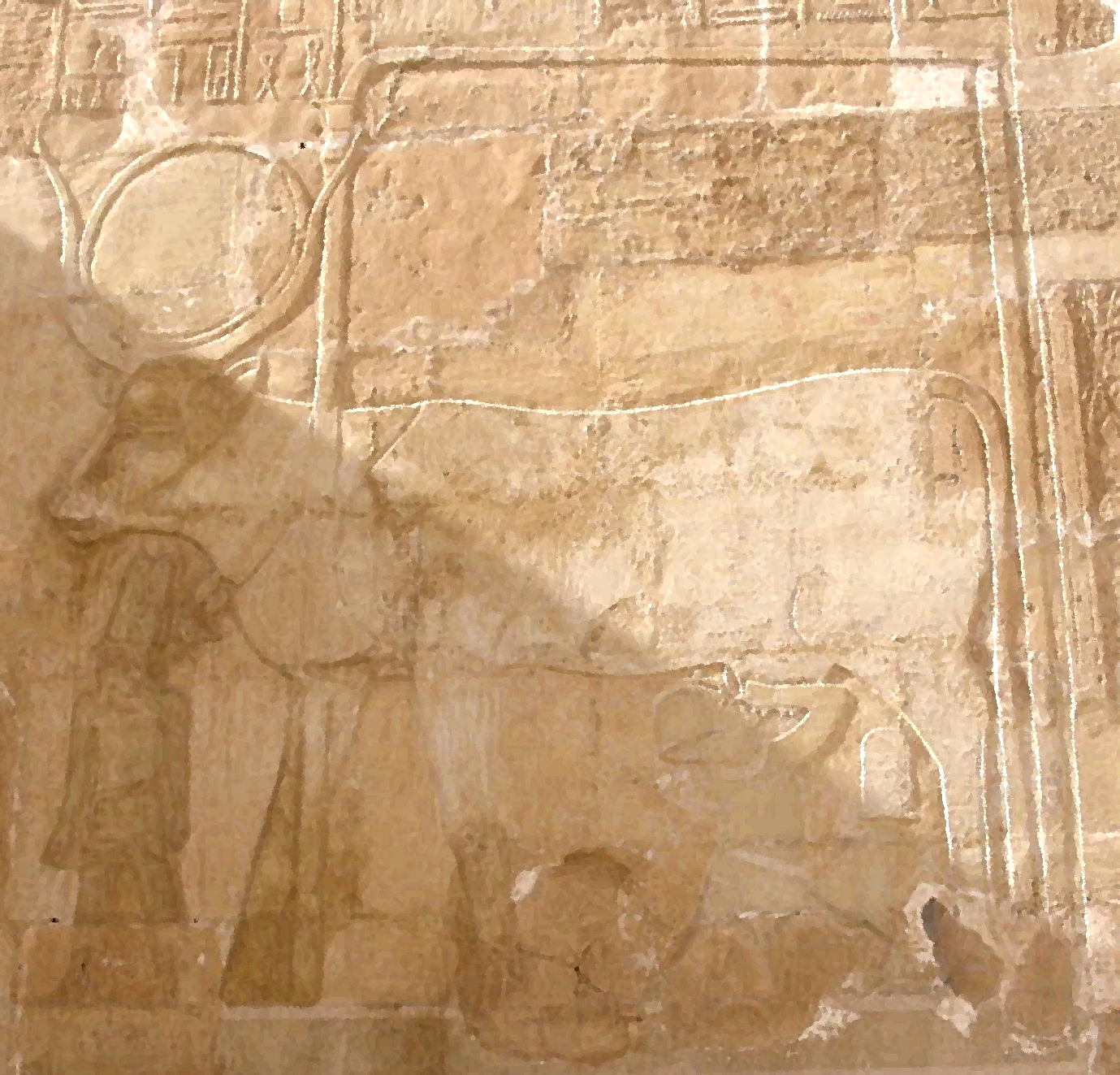
Relief der Hathor-Kapelle in Deir el Bahari (15. Jh. v. Chr.): Königin Hatschepsut trinkt göttliche Milch von ihrer Mutter Hathor (in Kuhgestalt).

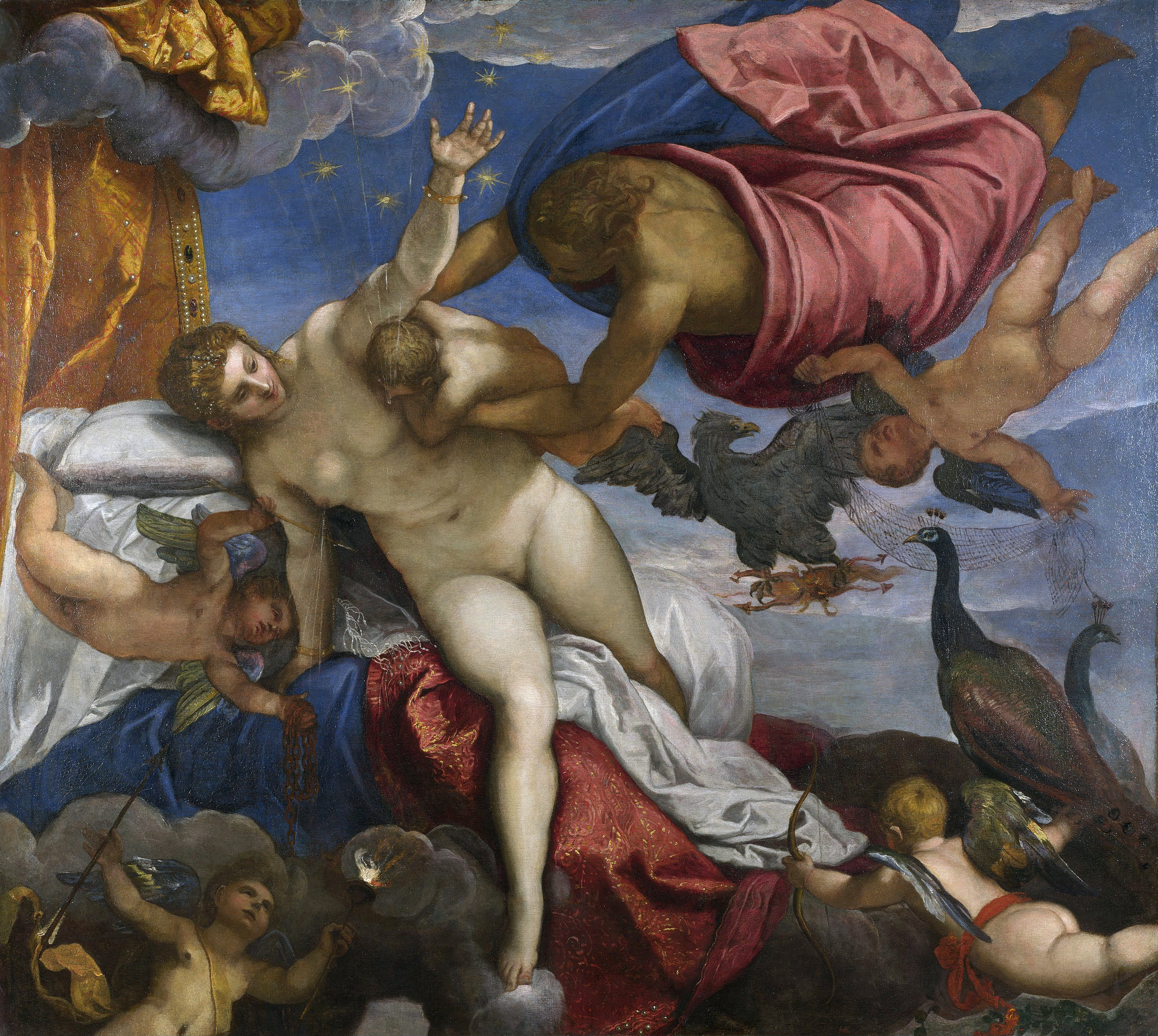
Jacopo Tintoretto: Die Entstehung der Milchstraße

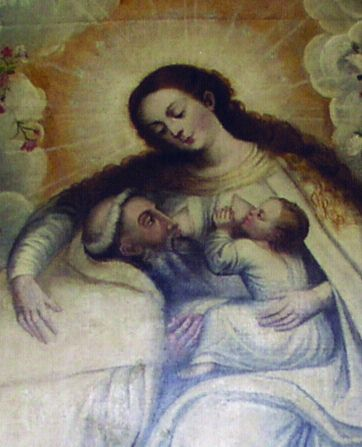
Petrus Nolascus und das Jesuskind trinken gemeinsam aus den Brüsten Marias (18. Jh.)

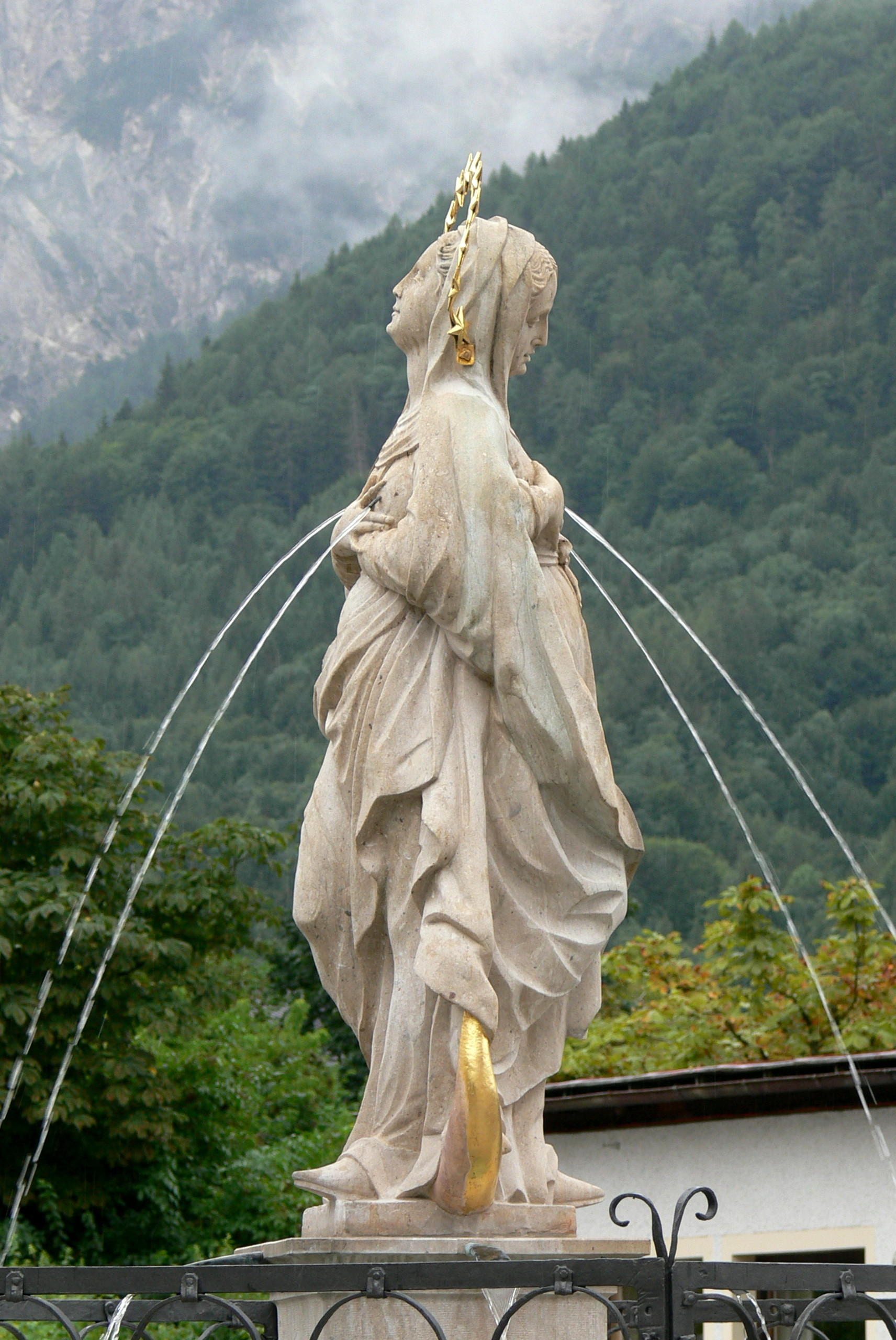
Marienbrunnen Großgmain (1693)

Maria lactans (auch: Galaktotrophousa, Mlekopitatelniza, Stillende Gottesmutter, Seliger Schoß) bezeichnet das Bildmotiv der stillenden Maria.

## Religionsgeschichtlicher Hintergrund
Das Bildmotiv taucht bereits in der alten ägyptischen Kultur auf, wo die Göttin Isis den Horusknaben stillt, was nicht nur auf das allgemeine Thema der mütterlichen Fruchtbarkeit hinweist, sondern auch mit der Königstheologie (Assmann 1984) zusammenhängt. Horus ist ja das mythische Urbild des legitimen Königs, welcher als „Horus auf dem Thron“ verstanden wird. Isis, deren Name so viel wie ‚Thronsitz‘ bedeutet, ist in diesem Zusammenhang nicht nur die mütterliche Schützerin und Ernährerin, sondern überträgt ihrem Sohn mit ihrer Milch auch göttliche Kräfte. Es ist deshalb nicht überraschend, wenn ägyptische Könige sich an der Brust der Isis und anderer Göttinnen darstellen ließen: mit der göttlichen Milch nimmt der Säugling göttliches Wesen von der Stillenden auf. Entsprechende Darstellungen finden sich bei Amenophis III., bei Hatschepsut (zu beiden Brunner 1986) und vielen anderen.
Die stillende Mutter ist häufig Isis, aber auch Hathor (v. a. in Hatschepsuts Millionenjahrhaus in Deir el-Bahari) und andere Göttinnen werden als Dea lactans dargestellt, mitunter auch in Kuhgestalt.
In der griechischen Kultur taucht das Motiv in der Heraklestradition auf. Herakles wird von Hera irrtümlich gestillt, saugt aber so stark, dass die Göttin ihn von der Brust wirft. Ihre überschießende göttliche Milch schafft die Milchstraße. Herakles hat indes schon so viel von der göttlichen Kraft aufgenommen, dass er nun seine übermenschlichen Heldentaten vollbringen kann. Im römischen Bereich taucht der Topos als explizite Ägyptenrezeption auf, und zwar im Text des Domitian-Obelisken, den der Kaiser in der Neuanlage des Iseum Campense errichten ließ.

## Christliche Motivgeschichte
Die altägyptische Motivtradition wird vom koptischen (= ägyptischen) Christentum aufgegriffen und im Rahmen christlicher Dogmatik neu interpretiert. Trotz der dogmatischen Bemühungen, die Menschlichkeit der Milch Marias zu betonen (s. u.), führen die frühen koptischen Darstellungen der Maria lactans die Bildtradition der Isis lactans weiter. Entsprechende Belege finden sich als Wandmalereien und Reliefs in Mönchszellen und Klosterkirchen, v. a. aus dem 7./8. Jh. n. Chr. Vorher aber wurde schon der Isis-Tempel von Philae in eine christliche Kirche umgewandelt, wobei man anscheinend die Reliefs, die Isis mit dem Horusknaben zeigen, auf Maria und Jesus deutete, weshalb sie weitestgehend unzerstört blieben – ganz im Gegensatz zu anderen Götterdarstellungen. Zudem ist das Motiv mit Papyrus PSI 1574 bereits für das 6. Jahrhundert belegt. In zahlreichen Variationen zieht sich das Thema durch die christliche Kunstgeschichte bis in die Gegenwart und ist für die Ostkirchen ebenso belegt wie für den Westen und Lateinamerika.
Eine der frühesten christlichen Statuen einer stillenden Madonna dürfte die aus dem ersten Jahrtausend stammende Nossa Senhora da Nazaré (Unsere Liebe Frau von Nazareth) in Nazaré, Portugal sein.
Eine vielleicht früheste Darstellung der Maria lactans findet sich auf einem Tympanon aus der romanischen Kirche in Anzy-le-Duc, aus der Mitte des 13. Jahrhunderts.
Eine wichtige Erweiterung des Motivs stellt die Lactatio Bernardi dar: Basierend auf einer Visionserzählung wird Bernhard von Clairvaux dargestellt, wie seine Lippen mit Mariens Muttermilch benetzt werden. Dies verhilft ihm zu seiner Beredsamkeit. Dieser Bildtypus ist auch für andere männliche Heilige belegt, z. B. für Petrus Nolascus.
Damit ist der Weg geebnet für Darstellungen, die alle Glaubenden an der göttlichen Milch Marias teilhaben lassen. So zeigt eine Darstellung von Nicola Filotesio (genannt Cola dell’Amatrice) Maria beim Lindern der Qualen der Armen Seelen im Fegefeuer.
Der spätmittelalterliche/frühneuzeitliche Kult um Milchreliquien (Schreiner 1994) basiert ebenfalls auf der Öffnung der Lactatio für alle Glaubenden. Auch die barocken Brunnenkapellen/Brunnenstatuen setzen diese Ausweitung der Lactans-Motivik voraus. Bei den Brunnen einiger Wallfahrtsorte wird das heilende Wasser durch die Brüste der Marienfigur geleitet und wird damit symbolisch zur göttlichen Milch Marias, die allen Pilgern zugänglich ist. Durch die heilige Milch der Gottesmutter erlangt jeder Heilsuchende Erlösung, so die Botschaft dieser Konstruktion. So zu finden in der Wallfahrtskirche Mariahilf ob Passau, in der Quelle von Rengersbrunn, in Maria Ehrenberg, in der das Bründl genannten Brunnenkapelle in Brunnenthal, oder auf dem Marienbrunnen Großgmain, wo eine doppelfigurige Maria gleichzeitig aus vier Brüsten Wasser verspritzt.
Bei Laktationsschwierigkeiten oder Mastitis war es in einigen Regionen Brauch, vor einer Maria-Lactans-Darstellung zu beten und wächserne Nachbildungen der eigenen Brüste als Weihegabe zu opfern.
Das Motiv der Maria lactans spielt auch in der Ikonographie des Endgerichts (Jüngstes Gericht) eine bedeutende Rolle. Im so genannten Interzessionsbild (Bild der Fürbitte) zeigt die Madonna ihre freie Brust dem richtenden Sohn, um ihn daran zu erinnern, dass sie ihn einst gestillt hatte, um ihn so als Fürbitterin für die Gläubigen beim Jüngsten Gericht milde zu stimmen. Dem geht die theologische Auffassung eines strafenden Gottes voraus (Apg 10, 42). Wenn die Deutung von Bernhart-Königstein zutrifft, dann findet sich eine Abwandlung des Motives in Rückenansicht im Zentrum von Raffaels Transfiguration („Verklärung Christi“, 1517 Rom, Pinacoteca Vaticana), die Bernhart-Königstein als Weltgericht (Weltverklärung) interpretiert hat. Maria mit befreitem Rücken zeige hier ihrem in roter Knechtsgestalt herabgestiegenem Sohn die freie Brust, um ihn für die Gruppe der Sünder milde zu stimmen.

## Interpretationen
Bei der Integration vorchristlicher Lactatio-Tradition in die christliche Religionskultur wird von den christlichen Theologen vor allem betont, dass Maria zwar theotokos/Gottesgebärerin genannt werden kann, weil sie Jesus (dogmatisch als wahrer Mensch und zugleich wahrer Gott definiert) geboren hat, dass sie aber nicht im altägyptischen Sinn als Gottesmutter (ägyptisch: mut netscher) zu verstehen ist, weil sie nicht der Ursprung des göttlichen Wesens Christi ist. Da Maria im christlichen Sinne keine Göttin sein kann, kann sie auch nicht in dem Sinne Gottesmutter sein, dass sie die Quelle der Göttlichkeit Christi wäre. Deshalb betonen frühe Texte auch, dass Maria ihrem Kind Jesus nur menschliche Milch gegeben hat. Ephraem der Syrer sagt in seinem Weihnachtshymnus IV (Beck 1959), dass Maria als menschliche Mutter ihren Sohn mit menschlicher Milch nährte, während gleichzeitig alles, was sie ihm gab, ihren Ursprung in der Göttlichkeit ihres Sohnes hatte, der als Gott-Sohn Schöpfungsmittler und Ursprung aller Dinge ist. So kommt Ephraem auf den Gedanken, dass Maria zwar auf der menschlichen Ebene ihren Sohn stillt, dass aber auf der göttlichen Ebene sie selbst – wie alle anderen Geschöpfe auch – von der göttlichen Milch ihres Sohnes trinkt.
Die dabei entstehende, heute recht eigenartig wirkende Transgender-Metaphorik zeigt an, dass Jesus als Gott-Sohn die weiblich personifizierte Weisheit (Schroer 1998) beerbt. Gendergrenzen überschreitende Metaphorik ist für antike Texte zudem nicht ganz ungewöhnlich und findet sich hinsichtlich der Milch im Alten Testament (Jes 60,16: Milch von Königen) ebenso, wie im Neuen Testament (1 Petrus 2,1–3: die reine Milch des Glaubens wird von Christus bzw. von der Kirche als Leib Christi gespendet). Und in den außerkanonischen Psalmen Salomos wird Gott-Vater vom Heiligen Geist gemolken und gibt heilige Milch, die die Glaubenden aus einem Becher trinken, der Gott-Sohn ist (Lattke 2009).
Die spätere Entwicklung kommt von dieser Transgender-Metaphorik wieder ab und geht mehr und mehr dazu über, der Milch Marias göttliche Qualitäten zuzuschreiben. Das ist spätestens dann unbestreitbar der Fall, wenn Milchreliquien gehandelt werden oder Maria wie in der Lactatio Bernardi als stillende Mutter für Erwachsene in Anspruch genommen wird. Maria fungiert hier nicht mehr als irdische Ernährerin, sondern als himmlische Mutter, die als Miterlöserin oder zumindest Heilsmittlerin den Glaubenden über ihre Milch göttliche Gaben zukommen lässt. So geht es bei Bernhard von Clairvaux vor allem um Beredsamkeit und Weisheit, weswegen in manchen Darstellungen der Milchstrahl nicht an seinen Mund geht, sondern an seine Stirn. Dass Maria als himmlische Gestalt eine übernatürliche Nahrung mit ihrer Milch gibt, liegt auch dort auf der Hand, wo die Milch eine Linderung der Qualen im Fegefeuer bewirkt. Auch die symbolische Gleichsetzung heilenden Wassers mit der Milch Marias in der oben erwähnten Wallfahrtstradition setzt voraus, dass die Milch der Gottesmutter übernatürliche Qualität und Wirkungsmacht besitzt.
Insgesamt zeigt die Deutungsgeschichte eine Annäherung an die altägyptische Konzeption der göttlichen Milch. Maria gibt wie vorher Isis oder Hathor mit ihrer Milch göttliches Wesen bzw. göttliche Kraft weiter. Dass Maria in der christlichen Dogmatik keine Göttin sein darf, spielt religionstheoretisch keine Rolle angesichts der Funktionsähnlichkeiten. Zudem liegt der christliche Gottesbegriff auf einer anderen Ebene als der polytheistische. So sind ägyptische Gottheiten nicht ewig, nicht allmächtig, nicht allgegenwärtig und nicht allwissend. Insofern kann eine religionswissenschaftliche Systematik Maria durchaus mit Göttinnen wie Isis und Hathor vergleichen.
Beispiele

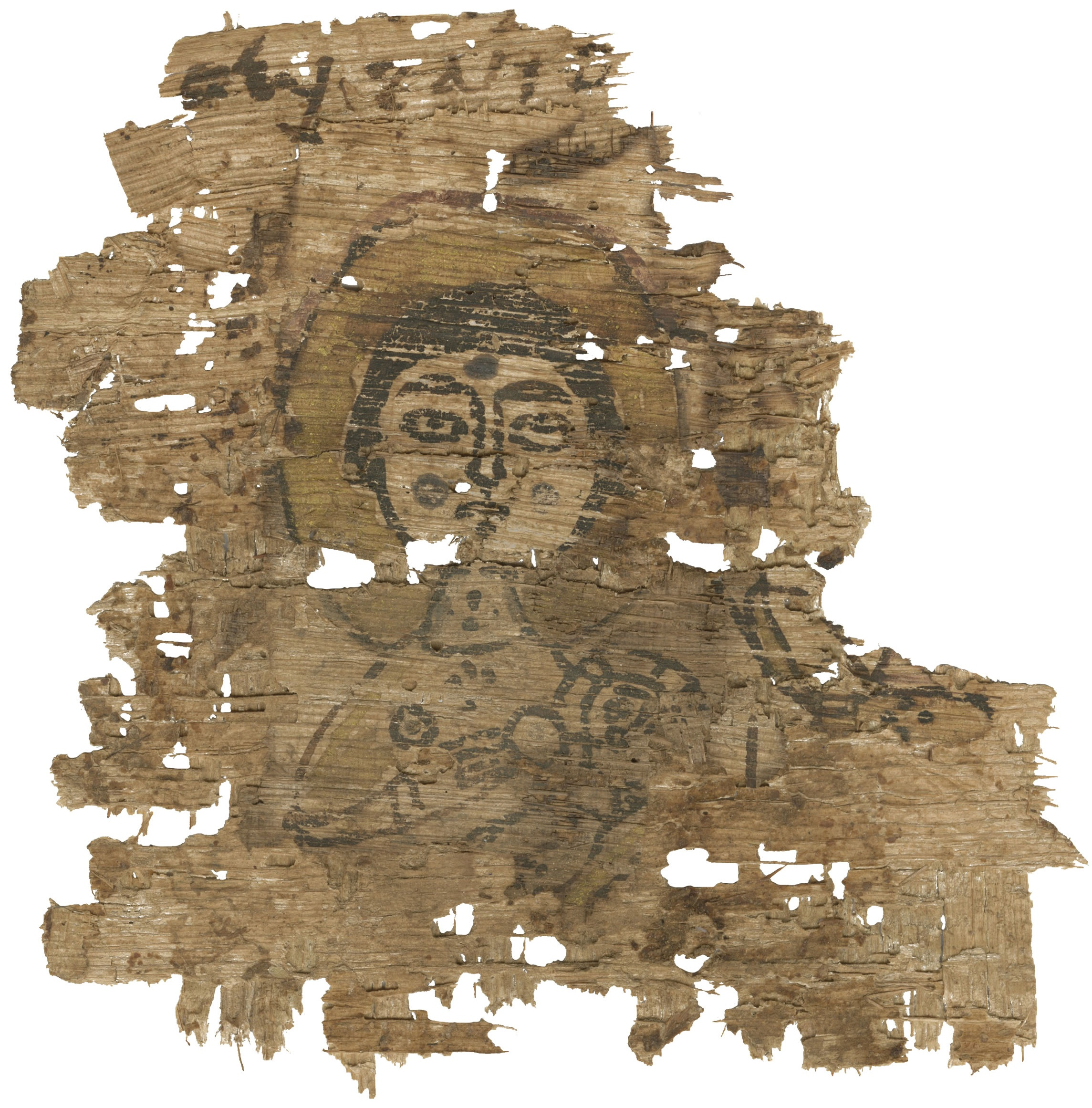
Koptisches Papyrusfragment mit Maria lactans (6. Jh.)
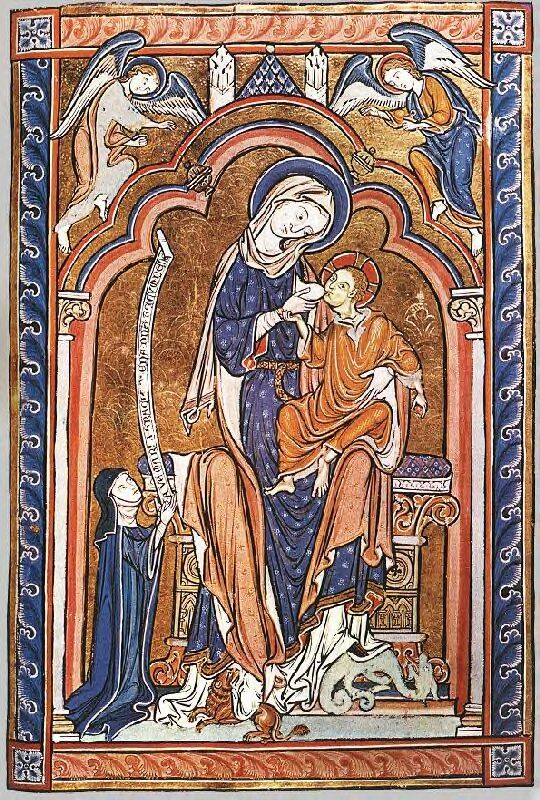
Maria lactans, 13. Jh.
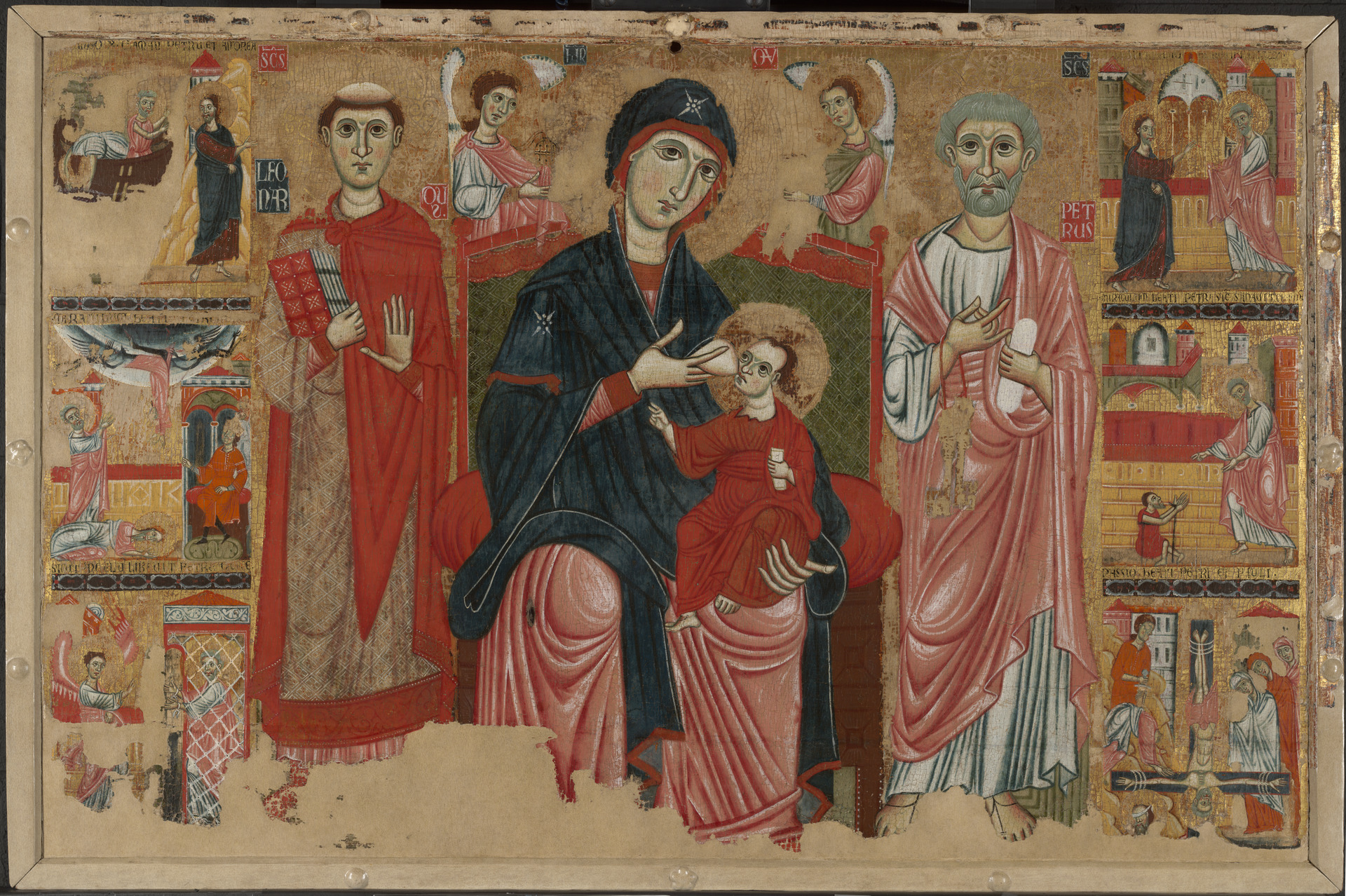
Meister der heiligen Magdalena: Thronende Madonna lactans mit hl. Petrus und hl. Leonhard (Ende 13. Jh.)
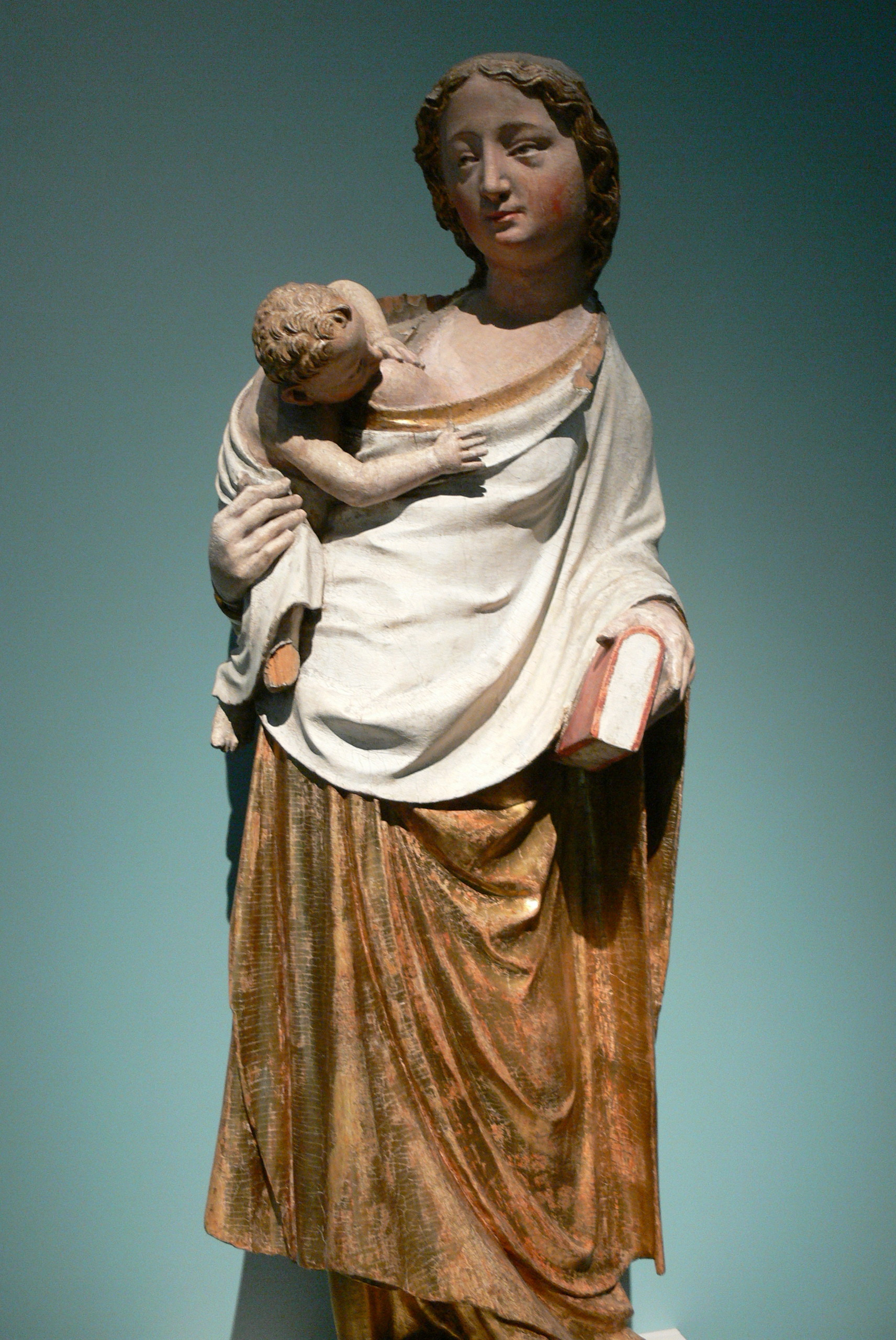
Maria lactans, Skulptur aus Niederösterreich, (um 1380)
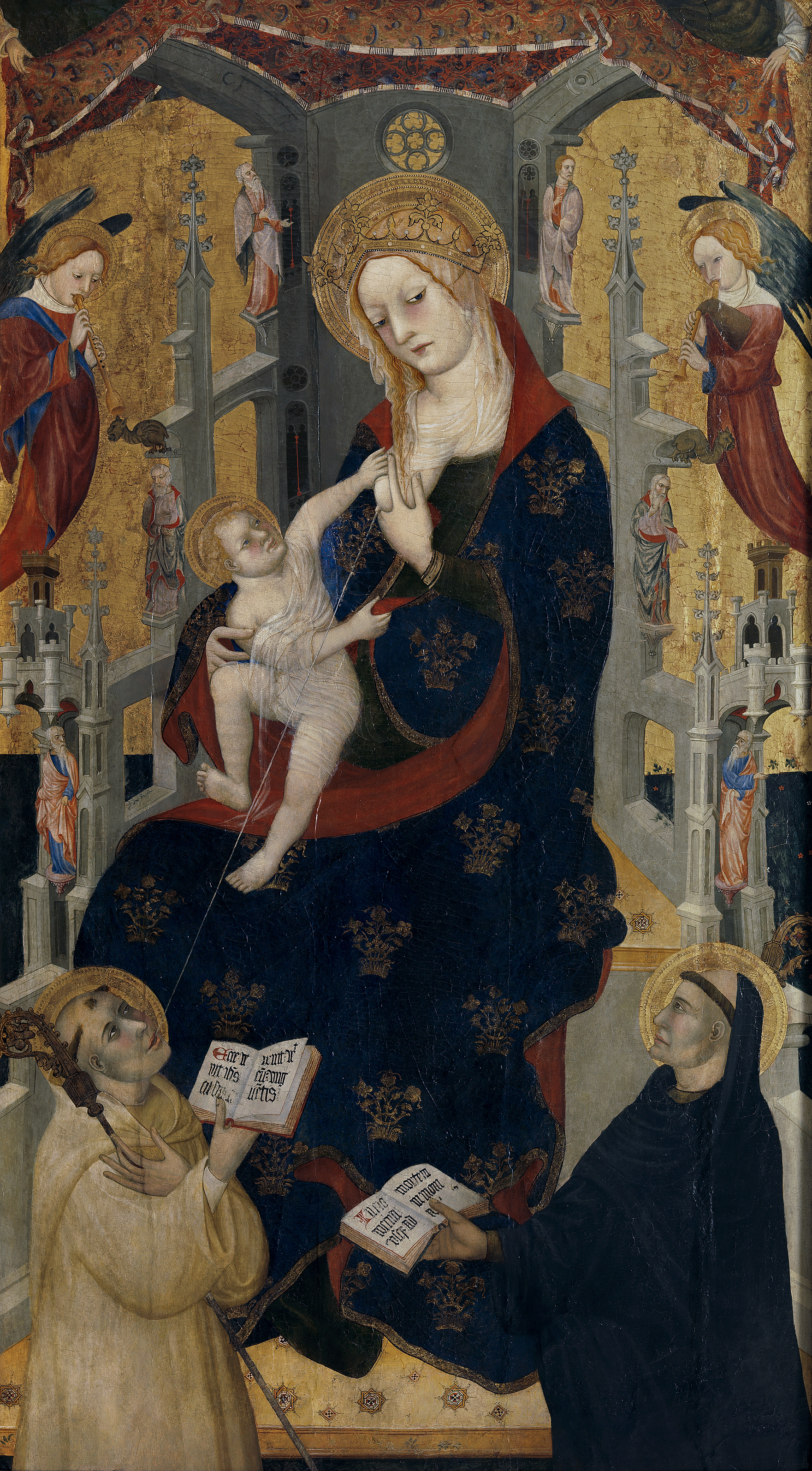
Pere Lembrí, Lactatio Bernardi (um 1410)
Jan van Eyck: Lucca-Madonna (um 1437/38)
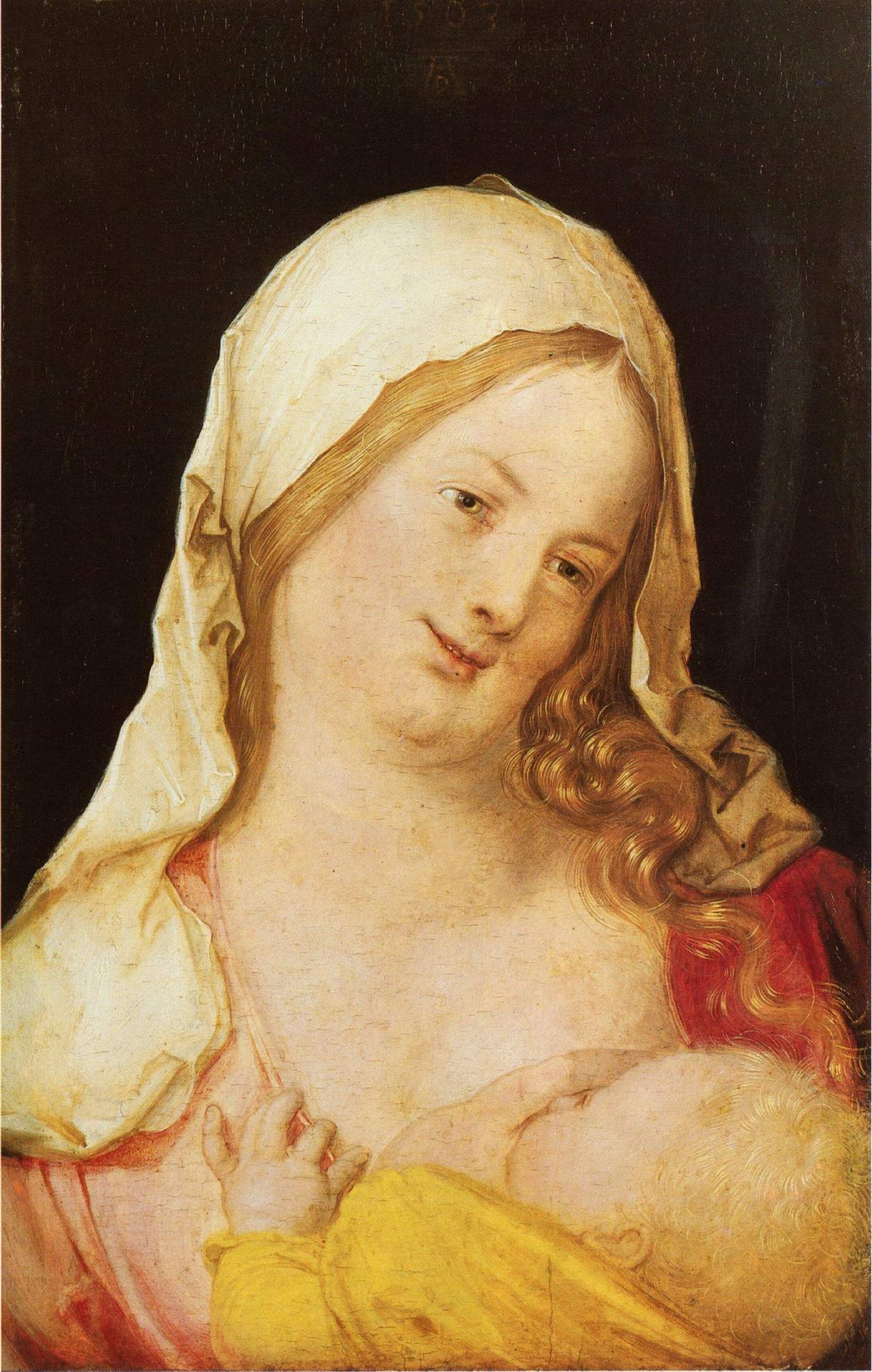
Albrecht Dürer: Maria mit Kind (um 1500)
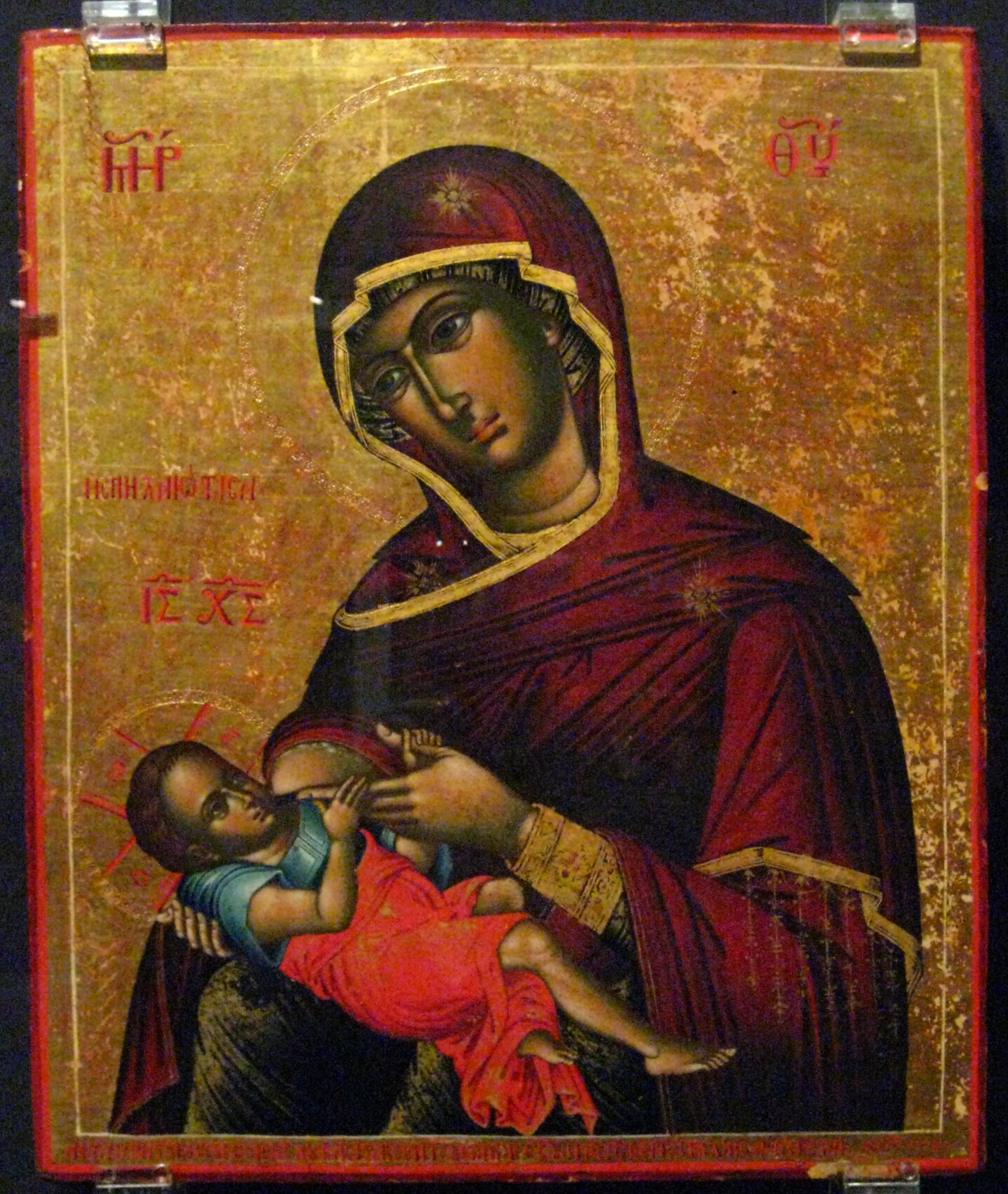
Meister Ioannis: Galaktotrophousa, Ikone, Russland (1778)
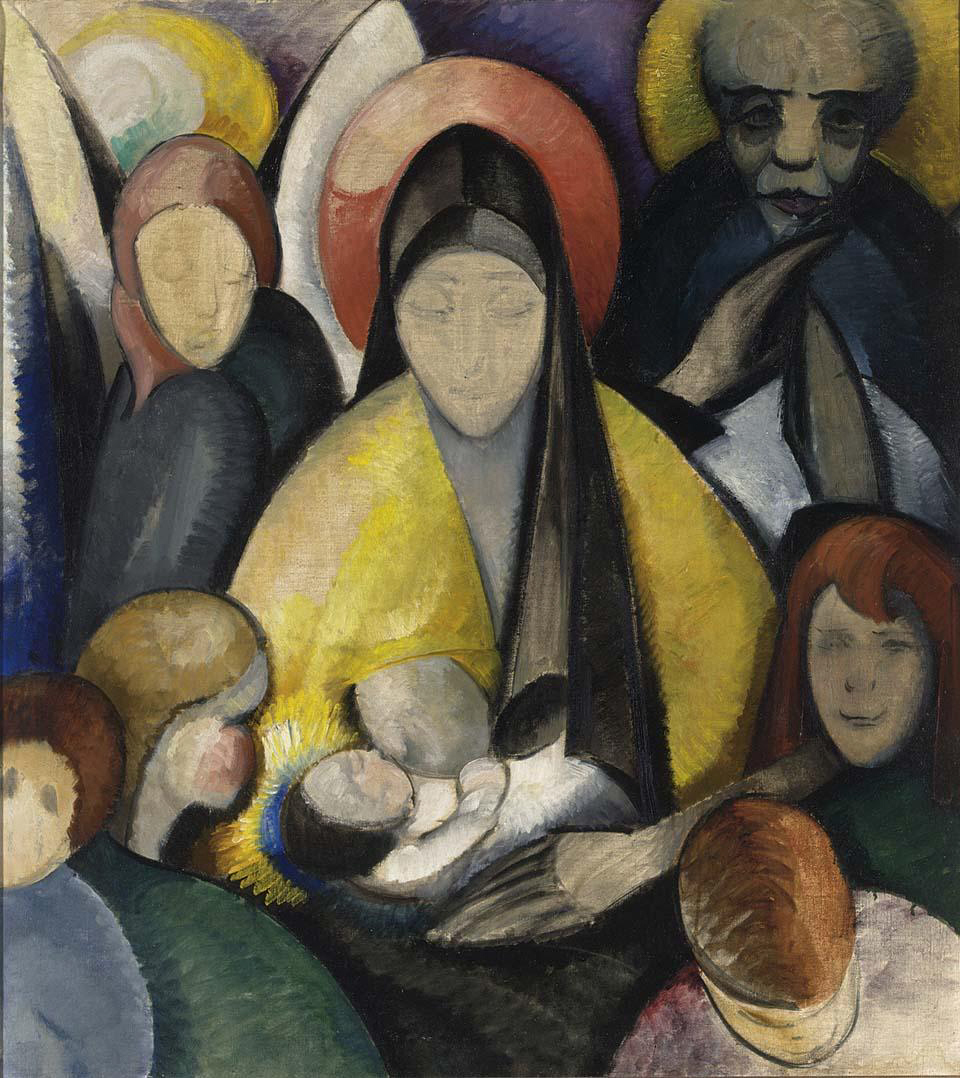
Else Berg: Compositie No. 2, um 1920
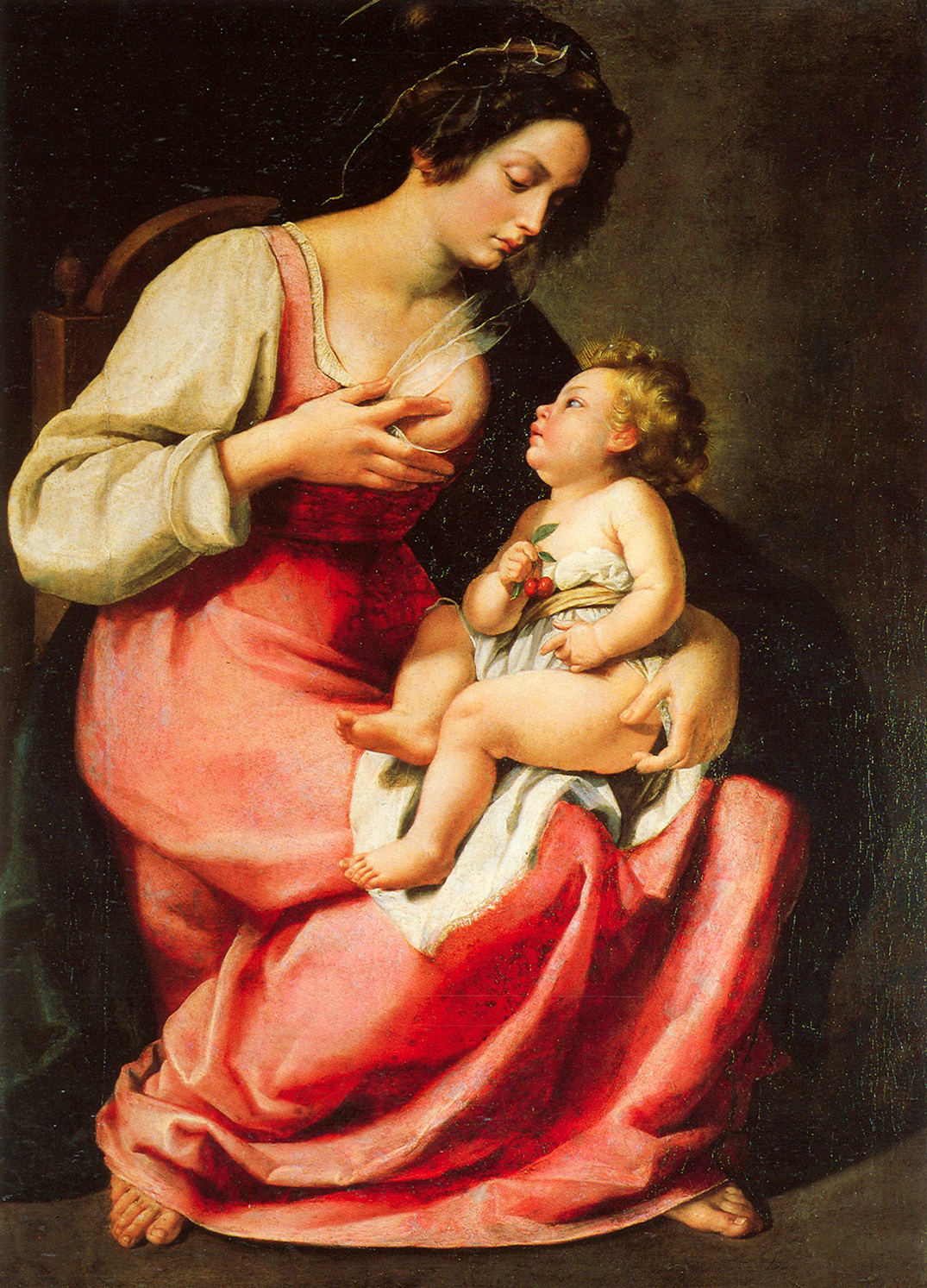
Artemisia Gentileschi: Madonna mit Kind